# Mapai
Mapai, in ebraico מפא"י, è un acronimo di Mifleget Poalei Eretz Yisrael (ebraico מפלגת פועלי ארץ ישראל), lett. Partito dei Lavoratori di Terra di Israele) è stato un partito politico di sinistra in Israele ed è stato la forza dominante nella politica israeliana fino alla sua confluenza nell'attuale Partito Laburista Israeliano nel 1968.

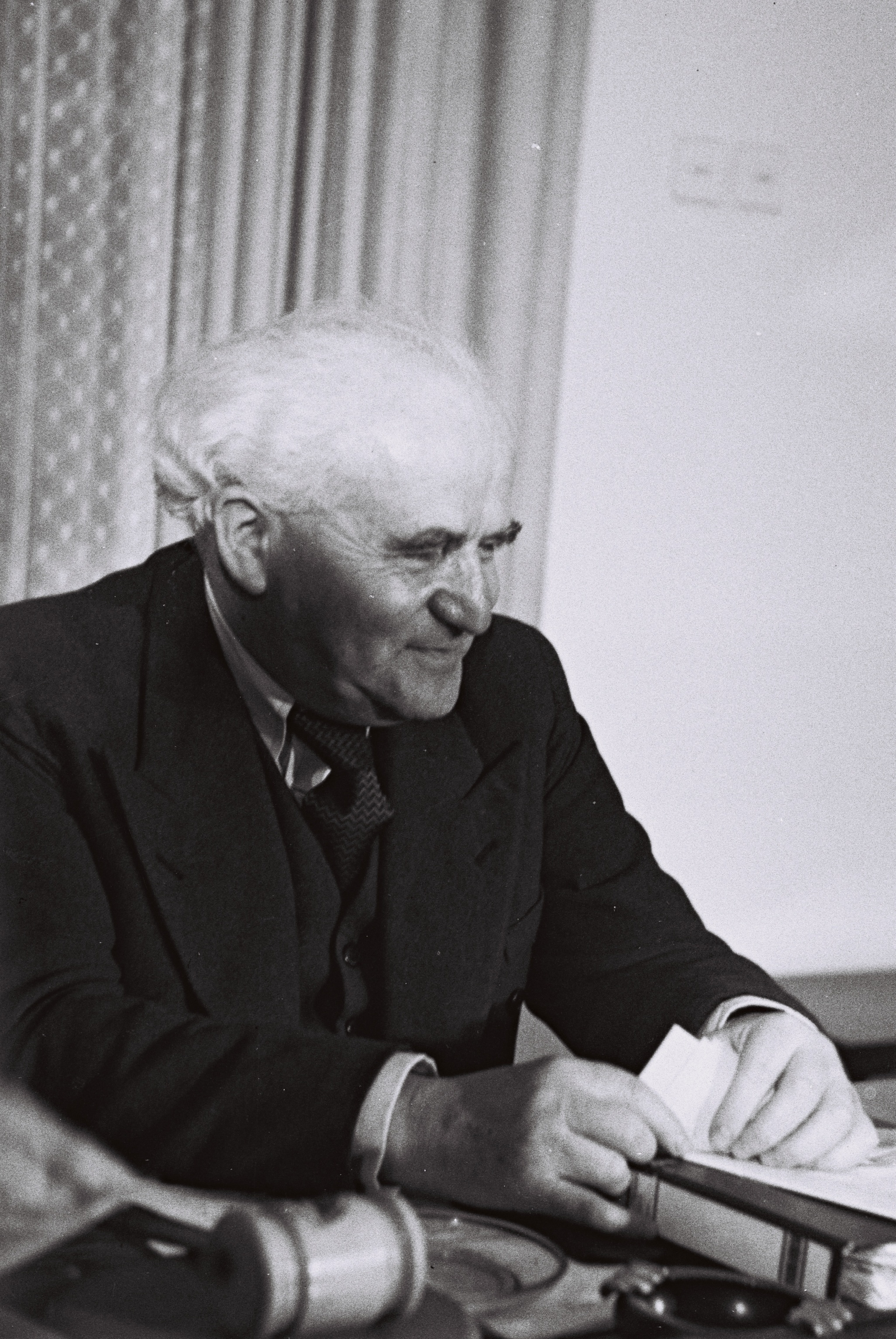
L'indiscusso leader del Mapai, David Ben-Gurion

## Origini
Il partito fu fondato il 5 gennaio 1930 a causa della fusione tra Hapoel Hatzair, fondato da Aaron David Gordon, e l'originario Ahdut HaAvoda (fondato nel 1919 dall'ala destra, più moderata, del partito socialista russo marxista-sionista Poale Zion, guidato da David Ben-Gurion). Ai primi degli anni venti del XX secolo, il movimento laburista sionista aveva fondato l'Unione Histadrut, che controllava l'economia degli insediamenti ebraici in Palestina mandataria e le loro infrastrutture, diventando più tardi il Mapai, la fazione politica dominante nella politica sionista. Fu anche responsabile della fondazione di Hashomer e dell'Haganah, i primi due gruppi armati ebraici che garantivano la sicurezza ebraica e le proprietà delle neo-costituite comunità ebraiche in Palestina. Dai primi degli anni Trenta, David Ben-Gurion era diventato la guida del partito e diventò de-facto il leader dell'intera comunità ebraica palestinese (nota come l'Yishuv).
Il partito è stato membro dell'Internazionale Socialista tra il 1930 e il 1940.

## Incidenza nella politica israeliana
A causa del suo ruolo svolto nella vittoriosa guerra arabo-israeliana del 1948, il partito ottenne un vasto sostegno da parte degli elettori nelle elezioni parlamentari del 1949, vincendo la competizione col il 35,7% dei voti espressi (ben più del secondo partito, che era il Mapam che conseguì il 14,7%) e ottenne 46 dei 120 seggi parlamentari. Ben-Gurion divenne Primo ministro e formò un governo di coalizione con il Fronte Religioso Unito, col Partito Progressista, col partito dei Sephardim e Comunità orientali e con la Lista Democratica di Nazareth (un partito arabo israeliano associato col Mapai).
Le elezioni parlamentari del 1951 videro un ulteriore incremento dei consensi, col 37,3% dei voti (47 seggi), malgrado le difficoltà economiche vissute dal Paese. Ben-Gurion formò ancora un governo col sostegno del Mizrachi, del Hapoel HaMizrachi, dell'Agudat Yisrael, dei Lavoratori di Agudat Israel e dei tre partiti arabi israeliani associati al Mapai: la Lista Democratica per gli Arabi israeliani, il Progresso e Lavoro e Agricoltura e Sviluppo. Tuttavia egli scioccò la nazione rassegnando le proprie dimissioni il 6 dicembre 1953, ritirandosi nel piccolo kibbutz nel Negev di Sde Boker, e fu rimpiazzato da Moshe Sharett.
Le elezioni parlamentari del 1955 videro il primo calo di sostegno da parte degli elettori, visto che il partito registrò solo il 32,2% dei consensi (40 seggi), sebbene esso fosse ancora abbondantemente davanti al secondo partito, l'Herut (12,6%). Ben Gurion tornò Primo ministro e formò una coalizione governativa col Fronte Nazionale Religioso (che più tardi cambierà il suo nome in Partito Nazionale Religioso), col Mapam, con l'Ahdut HaAvoda e coi tre partiti arabi israeliani: la Lista Democratica per gli Arabi israeliani, il Progresso e Lavoro e l'Agricoltura e Sviluppo. Più tardi alla coalizione si unì il Partito progressista.
In contrasto col precedente andamento, le elezioni parlamentari del 1959 videro un nuovo incremento nel sostegno popolare, dal momento che il partito registrò la sua miglior prestazione elettorale, col 38,2% dei voti e 47 seggi. Ben-Gurion invitò ancora il Partito nazionale Religioso, il Mapam, l'Ahdut HaAvoda, il Partito Progressista e i tre partiti arabo-israeliani (Progresso e Sviluppo, Cooperazione e Fratellanza e Agricoltura e Sviluppo) a formare il nuovo Gabinetto.
L'Affare Lavon che affondò il governo nel 1961 probabilmente contribuì al relativo insuccesso elettorale delle elezioni parlamentari del 1961, visto che esso conseguì il 34,7% dei voti e 42 seggi. Sebbene Ben-Gurion formasse una forte coalizione col Partito Nazionale Religioso, con l'Ahdut HaAvoda, con i Lavoratori di Agudat Israel, con Cooperazione e Fratellanza e con Progresso e Sviluppo, due eventi nel corso della quinta legislatura portarono il Mapai a una ridotta capacità d'incidere sulla politica nazionale.
Il primo fu rappresentato dalle dimissioni di Ben-Gurion da capo del partito, a causa di asserite ragioni personali, malgrado in realtà egli avesse ben colto il calo di popolarità da parte dei suoi colleghi. Egli fondò allora un nuovo partito, il Rafi, portando con sé sette altri membri del Mapai. Il secondo evento fu la fusione tra i due principali partiti di destra dell'opposizione: l'Herut e il Partito Liberale, che formarono il Gahal (Gush Herut-Liberalim ). Ciò significava la fine della legislatura. Il Mapai aveva solo 34 seggi a fronte dei 27 del Gahal.

## La fine del Mapai e la sua confluenza nel Partito Laburista
La risposta del partito al cospicuo rafforzamento senza precedenti dell'opposizione fu la ricerca di sostegno da parte di altri partiti dal consimile orientamento politico Il risultato fu un'alleanza con Ahdut HaAvoda per formare l'Allineamento (HaMa'arakh ) laburista prima delle elezioni parlamentari del 1965. Il nuovo partito si assicurò in tal modo il 36,7% dei voti e 45 seggi, distaccando in tal modo Gahal (che ebbe solo 26 seggi). Il 23 gennaio 1968 il Mapai, l'Ahdut HaAvoda e il Rafi si fusero nel Partito Laburista Israeliano e tutte le componenti cessarono quindi di esistere in quanto entità singole.

## Leader
- David Ben-Gurion (1930-1953)
- Moshe Sharett (1953-1955)
- David Ben-Gurion (1955-1963)
- Levi Eshkol (1963-1968)